# Victor Doublet
Pour les articles homonymes, voir Doublet.
Victor Doublet, né à Orléans le 28 mars 1806 et mort à Saint-Germain-en-Laye le 2 août 1874, est un écrivain français, enseignant, auteur de nombreux ouvrages didactiques pour la jeunesse, d'ouvrages alliant morale et littérature, et d'ouvrages historiques. Il fut professeur de Belles-Lettres et de Langues étrangères à Bourges. Aucune photo, ni image de Victor Doublet n'est connue ; par contre, son profil se trouve gravé sur une pièce de monnaie commémorative.

## Sélection de publications
- Amalia Corsini ou l’Orpheline de Sienne (Alfred Mame & Cie, 1840, in-12)
- Vie D.S.A. D.Carlos V De Bourbon, Roi d'Espagne.A Bourges Chez l'Auteur V.Doublet 1841.Broché.312pp.in octavo.
- Aurélie et Mathilde, ou orgueil et modestie. R. Pornin et Cie, Tours, 1842
- Logique des demoiselles. Paris, 1843; New York (translation) 1868
- Nouvelle méthode ingénieuse et facile pour apprendre seul et sans maître. Tenue des livres en partie simple et en partie double. V. Doublet, 1844
- Isabelle de Saint Georges ou le triomphe de la piété filiale. Barbou Frères, Limoges, 1844
- Diégo Ramire ou l'enfant du malheur. Barbou Frères, Limoges, 1844
- Vie religieuse militaire et politique de Napoléon. Martial Ardant, 1844. 276 pages
- Estelle, ou la Vierge des Alpes. Barbou Freres, 1844
- Le Professeur de littérature (1845, in-12)
- Ezilda ou la Zingaria - Œuvre historique et morale, composée d'après les traditions du XVIe Siècle. Barbou Frères, Limoges, 1846
- Mattéo ou les bienfaits de la Providence. Barbou Frères, 1846
- Catéchisme républicain ou Droits, devoirs et intérêts du citoyen français (1848, in-8°)
- Nouveau recueil de dictées graduées (1849, in-12)
- Cours pratique de compositions épistolaires, sujets et développements (1858, in-12, 2e édit.)
- Dictionnaire universel des professions ou Guide des familles pour les diriger dans le choix d’un état pour leurs enfants (1858, in-8°)
- Histoire de Napoléon. Martial Ardant Frères éditeurs, Limoges, 1860, in-12
- Marie (1860, in-12) ;
- Julien (1865, in-8°) ;
- Les Bienfaiteurs de l’humanité (1872, in-12)
- Les Nouveaux voyageurs en Suisse et en Italie : Beautés et merveilles de ces délicieuses contrées, par le Chanoine de Sabine. Revu, corrigé et augmenté par Victor Doublet. Paris Lehury, Paris, vers 1844, in-8,
- etc..

Les œuvres de Victor Doublet furent publiées entre 1840 et 1860, souvent aux éditions Barbou Frères, à Limoges.